# Оксибромид селена
Оксибромид селена — неорганическое соединение
селена, кислорода и брома (оксобромид)
с формулой SeOBr2,
жёлтовато-красные кристаллы,
разлагается в воде.

## Получение
- Медленное добавление брома к смеси селена и диоксида селена:

{\displaystyle {\mathsf {Se+SeO_{2}+2Br_{2}\ {\xrightarrow {}}\ 2SeOBr_{2}}}}

## Физические свойства
Оксибромид селена образует жёлтовато-красные кристаллы.
Растворяется в серной кислоте, сероуглероде, тетрахлорметане, бензине.

## Химические свойства
- Реагирует с водой:

{\displaystyle {\mathsf {SeOBr_{2}+2H_{2}O\ {\xrightarrow {}}\ H_{2}SeO_{3}+2HBr}}}
- Оксибромид селена является сильным окисляющим и бромирующим реагентом, с некоторыми металлами реагирует со взрывом.